# Клим, Ромуальд Иосифович
Ромуа́льд Ио́сифович Клим (бел. Рамуальд Іосіфавіч Клім; 25 мая 1933, Хвоево, Новогрудское воеводство — 28 мая 2011, Минск) — советский белорусский легкоатлет и тренер, олимпийский чемпион 1964 года в метании молота. Рекордсмен мира (74,52 м — 1969 год), девятикратный рекордсмен СССР.

## Биография
Окончил Минский институт физической культуры (1956). Работал преподавателем физвоспитания в Горецкой сельскохозяйственной академии. Выступал за ДСО «Красное Знамя» (1959—1964), затем — за армейские клубы Витебска и Минска. В состав сборной СССР вошёл в возрасте 30 лет. Воспитанник Бориса Левинсона и Евгения Шукевича.

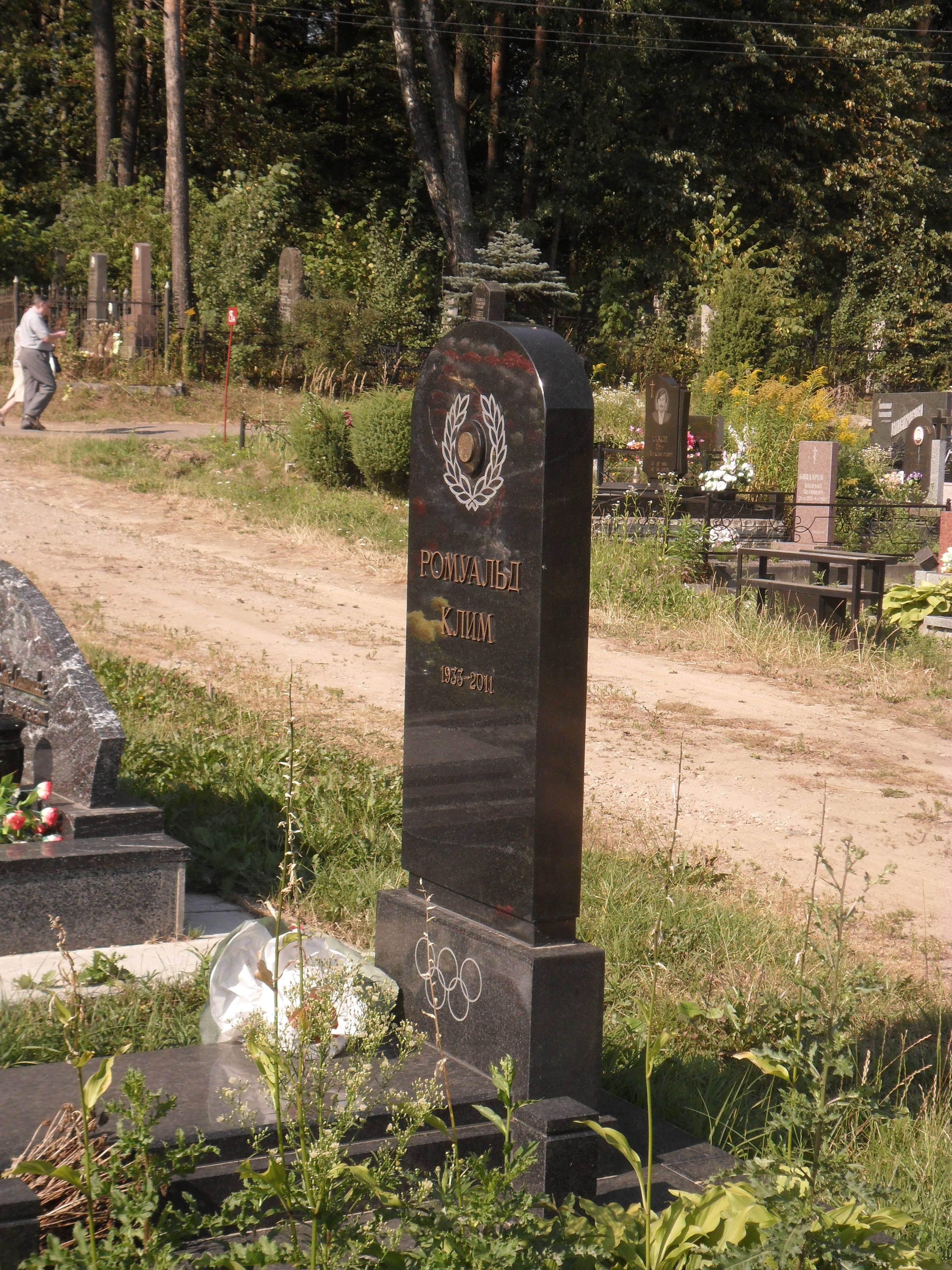
Могила Клима на Восточном кладбище Минска.

Чемпион Олимпийских игр 1964 года, серебряный призёр Олимпийских игр 1968 года. Чемпион Европы 1966 года, серебряный призёр чемпионата Европы 1969 года. Двукратный победитель розыгрыша Кубка Европы (1965, 1967). Четырёхкратный чемпион СССР (1966, 1967, 1968, 1971). Обладатель Кубка СССР (1969). Пятикратный победитель мемориала братьев Знаменских. Тренеры — Евгений Шукевич, Михаил Кривоносов, А. Журин. Завершил спортивную карьеру в 1973 году, после чего занимался тренерской деятельностью. С 1997 года — профессор-консультант кафедры лёгкой атлетики Белорусского государственного университета физкультуры.
После победы в Токио стал в шутку говорить, что начал позволять себе по субботам «естественный допинг» — 200 г мёда, смешанные с 300 г водки.
Скончался в 2011 году. Похоронен на Восточном кладбище в городе Минске.

## Спортивные результаты

### Соревнования
| Год  | Соревнование | Город          | Дата                | Дисциплина     | Результат | Место |
| ---- | ------------ | -------------- | ------------------- | -------------- | --------- | ----- |
| 1956 | Спартакиада  | Москва         | 5—16 августа        | Метание молота |           | 18    |
| 1965 | Чемпионат    | Алма-Ата       | 9—17 октября        | Метание молота | 67,12 м   | II    |
| 1966 | Чемпионат    | Днепропетровск | 12—14 августа       | Метание молота | 69,84 м   | I     |
| 1967 | Спартакиада  | Москва         | 28 июля — 1 августа | Метание молота | 68,20 м   | I     |
| 1968 | Чемпионат    | Ленинакан      | 15—18 августа       | Метание молота | 72,72 м   | I     |
| 1969 | Чемпионат    | Киев           | 17—20 августа       | Метание молота | 71,80 м   | II    |
| 1969 | Кубок        | Нальчик        | 10—12 октября       | Метание молота | 71,96     | 1     |
| 1971 | Спартакиада  | Москва         | 16—19 июля          | Метание молота | 70,84 м   | I     |

## Память
- С 1976 по 2009 год в Минске проводился турнир метателей на призы Ромуальда Клима[9].

## Заслуги
- Заслуженный мастер спорта СССР (1964).
- Заслуженный деятель физической культуры Белорусской ССР (1971).
- Заслуженный тренер БССР (1983).
- Арбитр высшей национальной категории (1980).
- Орден «Знак Почёта» (1965).
- Знаком ЦК ВЛКСМ «Спортивная доблесть»
- Почётный знак «За заслуги в развитии физической культуры и спорта».